# Новая Александровка (Новоалександровский сельсовет)
Но́вая Алекса́ндровка (укр. Нова Олександрівка), село, Новоолександровский сельский совет, Великобурлукский район, Харьковская область.
Код КОАТУУ — 6321483701. Население по переписи 2001 г. составляет 458 (218/240 м/ж) человек.
Является административным центром Новоолександровского сельского совета, в который, кроме того, входят сёла Красное, Лозовое, Полковничье и Шевченково.

## Географическое положение
Село Новая Александровка находится в начале балки Берестовая, по ней протекает пересыхающий ручей на котором сделано несколько запруд. Через 4 км возле села Аркушино ручей впадает в реку Гнилица.

## История
- 1699 — дата основания.

## Экономика
- В селе были молочно-товарная и свинотоварная фермы, пока существовал «Александровский» сельскохозяйственный, производственный кооператив. Выращивание зерновых культур и особенно подсолнечника осуществляется и в настоящий момент фермерами.

## Объекты социальной сферы
- Школа.

## Религия
- Церковь полного Евангелия «Благая Весть»